# Cyornis pallipes
A Cyornis pallidipes a madarak (Aves) osztályának verébalakúak (Passeriformes) rendjébe, ezen belül a légykapófélék (Muscicapidae) családjába tartozó faj.

## Rendszerezése
A fajt Thomas C. Jerdon brit ornitológus írta le 1840-ben, a Muscicapa nembe Muscicapa pallipes néven.

## Előfordulása
Dél-Ázsiában, India délkeleti részén honos. Kóborlásai során eljut Srí Lanka területére  is. Természetes élőhelyei a szubtrópusi vagy trópusi síkvidéki és hegyi esőerdők, valamint cserjések. Állandó, nem vonuló faj.

## Megjelenése
Testhossza 15 centiméter, testtömege 14–23 gramm. A nemek tollazata különbözik.
|  |  |

## Életmódja
Valószínűleg gerinctelenekkel táplálkozik, de bogyókat is fogyaszt.

## Szaporodása
Csésze alakú fészkét, mohából, finom növényi rostokból és zuzmókból készíti.

## Természetvédelmi helyzete
Az elterjedési területe nem nagy, egyedszáma ugyan csökkenő, de még nem éri el a kritikus szintet. A Természetvédelmi Világszövetség Vörös listáján nem fenyegetett fajként szerepel.